# Hexatoma obscuripennis
Hexatoma obscuripennis är en tvåvingeart som först beskrevs av Edwards 1912.  Hexatoma obscuripennis ingår i släktet Hexatoma och familjen småharkrankar.
Artens utbredningsområde är Seychellerna. Inga underarter finns listade i Catalogue of Life.